# 世纪街道
世纪街道是中华人民共和国吉林省长春市二道区下辖的一个街道，实际隶属长春经济技术开发区。北至吉林大路，南至新城大街与绕城高速交汇，西至东环城路，东至洋浦大街。

## 历史
2016年，长春市人民政府请求从临河街道、东方广场街道拆分出会展街道、世纪街道。2017年2月4日，获得吉林省民政厅批准。时，会展街道面积10.14平方公里，下辖世纪社区、洋浦社区、环城社区、营口社区、兰州社区五个社区，人口近7万人。街道办事处驻自由大路与银川街交会联发大厦南侧。

## 行政区划
世纪街道下辖社区：
1. 世纪(大街)社区
2. 洋浦(大街)社区
3. (东)环城(路)社区
4. 营口(路)社区
5. 兰州(街)社区
6. 红星社区（原为南关区净月镇红星村）
7. 保定(路)社区